# イバン・デ・ラ・ペーニャ
イバン・デ・ラ・ペーニャ（Iván de la Peña López、1976年5月6日 - ）は、スペインカンタブリア州サンタンデール出身の元サッカー選手。スペイン代表であった。ポジションはMF（トップ下）。

## 経歴

### クラブ
港湾都市サンタンデールに生まれ、5歳でサッカーを始める。15歳でFCバルセロナのカンテラの寄宿舎ラ・マシアに入寮し、2年後の1995年9月3日、レアル・バリャドリード戦でヨハン・クライフ監督の下でトップチームデビューした。その試合でリーガ初得点を記録し、2-0の勝利に貢献した。デビュー当時から天才と呼ばれており、当時のFCバルセロナのスター選手であったフリスト・ストイチコフから自身の後継者に指名されるなど、将来を嘱望されていた。しかし、次第に監督であるクライフとの確執が噂されるようになり、トップチームと2部チームを行き来する日々が続くなど、中々チームの主力選手として定着することが出来なかった。なお、後にデ・ラ・ペーニャはクライフとの確執の噂をきっぱりと否定し、クライフについては「僕のサッカー人生のなかでもナンバーワンの監督」と表現している。デビューシーズンの1995-96シーズンは30試合に出場して7得点し、エル・パイス紙によってベスト・ヤング・プレーヤーに選ばれた。
クライフが去ってボビー・ロブソン監督が就任した1996-97シーズン、監督からの信頼を得てトップチームに定着。チームのエースストライカーであったロナウドとのコンビでコパ・デル・レイ、UEFAカップウィナーズカップ、UEFAスーパーカップなどのタイトルを獲得し、エル・パイス紙のベスト・ヤング・プレーヤーに2年連続で選出された。自身もロナウドのゴールを数多くアシストするなど、チームの主力選手として躍動したが、リーグ戦では宿敵であるレアル・マドリードの後塵を拝し、2位に終わった。
1997年夏、ルイス・ファン・ハール監督が就任してリバウドが加入すると、シーズンを通して17試合の出場にとどまった。ファン・ハール監督の構想外となり、シーズン終了後にイタリア・セリエAのSSラツィオに移籍。しかし、当たりの激しいカルチョのスタイルは肌に合わず、続けて移籍したフランス・リーグ・アンのオリンピック・マルセイユでもチームのサッカーのスタイルにフィットせず低迷した。ラツィオ、マルセイユでの3シーズンで27試合の出場に終わり、彼には守備をしないという批判が付きまとった。
古巣のFCバルセロナ、SSラツィオを再び経由して、2002年夏にFCバルセロナと同じくバルセロナを本拠地とするリーガ・エスパニョーラのRCDエスパニョールに移籍。移籍当初は中々出場機会に恵まれなかったが、ルイス・フェルナンデス監督の信頼を得てチームの司令塔としての役割を与えられると、かつての輝きを取り戻した。2003-04シーズンにはリーガのアシストランキングでトップに立つなど、チームの残留に貢献。2004-05シーズンには長年下位に低迷していたチームをUEFAカップ出場圏内の5位に押し上げ、2005年にはスペイン代表に初選出された。2005-06シーズンにはコパ・デル・レイ決勝のレアル・サラゴサ戦で優勝に貢献し、2006-07シーズンにはUEFAカップで、ドイツのヴェルダー・ブレーメンやポルトガルのSLベンフィカなどの強豪を下して決勝に進出。同国対決となった決勝戦ではセビージャFCにPK戦の末に敗れて準優勝に終わり、チームに初となる国際タイトルをもたらすことは叶わなかった。その後もチームの中心選手としてチームを牽引し、特にFWルイス・ガルシアとのホットラインはロナウドとのそれを彷彿とさせている。2007年から2009年にかけては常に怪我に悩まされてきたが、2009年2月21日のFCバルセロナとのダービーマッチで、それぞれが順位表の首位と最下位にいたにもかかわらず、2得点を挙げて勝利に貢献した。エスパニョールがFCバルセロナの本拠地であるカンプ・ノウでバルセロナダービーを制したのは実に27年ぶりの快挙であり、名実共にクラブ史上に残る勝利となった。
2009年8月にエスパニョールの新キャプテンであったダニエル・ハルケが死去した後、キャプテンに就任した。しかし、開幕戦から欠場するなど怪我に悩まされ、2010-2011シーズンを最後に引退した。

### 代表
1996年、ラウル・ゴンサレスやフェルナンド・モリエンテスらとともに出場したUEFA U-21欧州選手権で準優勝した。優勝したイタリア代表にはジャンルイジ・ブッフォンやファビオ・カンナバーロなどがいた。同年にはアトランタオリンピックにも出場した。
2005年2月9日、RCDエスパニョール在籍時にスペイン代表に選出され、サンマリノ戦で初出場した。このとき28歳と9ヶ月と遅いデビューだった。

## 代表
- U-23スペイン代表
  - 1996年 アトランタオリンピック・サッカー（ベスト8）
- スペイン代表 5試合 / 0得点
  - 2005年　サンマリノ代表戦で28歳にしてスペイン代表デビュー。

## タイトル

### クラブ
- 1996-1997 FCバルセロナ スペイン・スーパーカップ - 優勝 / コパ・デル・レイ - 優勝 / UEFAカップウィナーズカップ - 優勝
- 1997-1998 FCバルセロナ リーガ・エスパニョーラ - 優勝 / コパ・デル・レイ - 優勝 / UEFAスーパーカップ - 優勝
- 1998-1999 SSラツィオ イタリア・スーパーカップ - 優勝 / UEFAカップウィナーズカップ - 優勝
- 2005-2006 RCDエスパニョール コパ・デル・レイ - 優勝

### 個人
- 1995-1996　最優秀新人選手（リーガ・エスパニョーラ）